# Gøtueiði
Gøtueiði (duń. Gøteejde, wym. ˈgøtʊˌaijɪ) lub Undir Gøtueiði – miejscowość na Wyspach Owczych, duńskim terytorium zależnym, położonym na Morzu Norweskim. Wieś znajduje się na wyspie Eysturoy, w grupie miejscowości wraz z Norðragøta, Syðrugøta oraz Gøtugjógv, które zwyczajowo określa się wspólną nazwą Gøta (pol. Ulica). Administracyjnie wieś leży w gminie Eysturkommuna. Jej nazwę tłumaczyć można jako Przesmyk Gøta.

## Położenie
Gøtueiði położone jest nad północno-wschodnim brzegiem fiordu Skálafjørður. Na północ od miejscowości leży wznoszący się na 294 m n.p.m. szczyt Knyklarnir, a na wschód Støðlafjall (516 m n.p.m.). Przez przełęcz pomiędzy nimi poprowadzona została droga numer 10, łącząca Norðskáli z Klaksvík. Na południowym wschodzie miejscowość przylega do wsi Skipanes.

## Informacje ogólne

### Populacja
1 stycznia 2016 roku miejscowość zamieszkiwało na stałe 28 osób. Były to głównie osoby w wieku produkcyjnym (50%). Mieszkańcy poniżej osiemnastego roku życia stanowili 21,4% populacji. Na 15 kobiet przypadało tam 13 mężczyzn.
W 1985 wieś zamieszkiwało 46 osób i do 1989 populacja utrzymywała się na podobnym poziomie. Następnie odnotowano niewielki wzrost liczby mieszkańców do 49 w 1990 i 51 w 1991, później jednak nastąpił spadek do 44 osób w 1992. Ubytek liczby ludności utrzymywał się przez kolejne lata, w roku 1995 w Gøtueiði mieszkało 38 osób, a w 2000 30. Później nastąpił krótkotrwały wzrost liczby ludności do 37 w 2001 i 39 w 2002 i 2003. Do czasów współczesnych trwa ponownie spadek populacji, a w 2015 roku po raz pierwszy osiągnęła ona poziom poniżej 30 mieszkańców.

### Transport
W okolicy Gøtueiði znajduje się przystanek autobusów państwowego przewoźnika Strandfaraskip Landsins zwany Gøtudalur. Przebiega tamtędy linia 400 łącząca Klaksvík z Tórshavn przez Leirvík, Søldafjørður, Skálabotnur, Oyrarbakki i Kollafjørður. Przejeżdżają tamtędy także autobusy linii 410, łączące Fuglafjørður, Kambsdalur, Leirvík oraz Klaksvík.

## Historia
Miejscowość założono w 1850 roku. W latach 80. XX wieku odbywały się tam spotkania religijne, organizowane w namiotach.